# 和D-53号事件
和D-53号事件（わD-53ごうじけん）とは、1993年4月に発生した偽札事件。犯人の特定・逮捕に至らないまま未解決事件となっている。

## 概要
1993年4月11日に、京都府京都市下京区のJR京都駅の自動券売機で、2枚の偽1万円紙幣が発見された。これを契機に、同月25日までに大阪府、滋賀県、京都府、奈良県の4府県で、駅の自動券売機や銀行の両替機など23カ所で、506枚の偽札が発見された。
この偽札は、見た目の精巧さで人間を騙す従来の偽札とは異なり、磁気インクを使って紙幣識別機を欺くタイプの偽札で、この手の偽札は日本では初めてだった。
日本の警察は、銀行の監視カメラに写った偽札使用者のポスターを公開し、不審者情報や偽札に使用されたインク、紙などの物証をもとに捜査をおこなったが、犯人探しは難航した。 
2003年4月11日、公訴時効が成立し、犯人が逮捕されない未解決事件となった。